# إيفان هيليغيرا
إيفان هيليغيرا بويخا (بالإسبانية: Iván Helguera)‏، من مواليد 28 مارس 1975 في سانتاندر في إسبانيا، لاعب كرة قدم إسباني.
بدأ مسيرته الكروية مع نادي مانتشيغو في موسم 1995/1996، ولعب معهم 13 مباراة وسجل هدفين، وفي موسم 1996/1997 انتقل إلى نادي الباسيتي، ولعب معهم 14 مباراة وسجل هدفين، وفي موسم 1997/1998 انتقل إلى نادي روما الإيطالي، ولعب معهم 8 مباريات، وفي موسم 1998/1999 انتقل إلى نادي إسبانيول، ولعب معهم 37 مباراة وسجل هدفين، وفي عام 1999 إنتقل إلى نادي ريال مدريد ولعب لهم لمدة 8 سنوات إلى عام 2007 ثم لعب لنادي فالنسيا موسم واحد في 2007/2008. لعب لمنتخب إسبانيا لكرة القدم في عام 1998 وحتى عام 2004 خاض خلالها 47 مباراة وسجل 3 أهداف.

## وصلات خارجية
- إيفان هيليغيرا على موقع الاتحاد الدولي (مؤرشف)  (الإنجليزية)
- إيفان هيليغيرا على موقع الاتحاد الأوربي (الإنجليزية)
- إيفان هيليغيرا على موقع قاعدة بيانات كرة القدم.إي يو (الإنجليزية)
- إيفان هيليغيرا على موقع ناشيونال فوتبول تيمز (الإنجليزية)
- إيفان هيليغيرا على موقع Soccerway.com (الإنجليزية)
- إيفان هيليغيرا على موقع عالم كرة القدم.نت (الإنجليزية)